# 王子ゴム化成
王子ゴム化成株式会社（おうじごむかせい）は、ライニング・ホース・押出・プレス製品を主体とした工業用ゴムおよび樹脂製品製造メーカー。

## 概要
クリヤマ（現・クリヤマホールディングス）の持分法適用関連会社として1957年に山口県防府市に王子ゴム化成株式会社設立、工業用ゴム製品の製造開始。中国、タイに関連企業をもつ。

## 沿革
- 1957年（昭和32年） 王子ゴム化成株式会社設立
- 1986年（昭和61年） シンガポールのハーキュレス社と合弁企業設立
- 1992年（平成4年） 中国靖江県化工防腐設備工場と合弁企業設立
- 1995年（平成7年） 山口工場竣工
- 2005年（平成17年） 山口樹脂工場稼動
- 2008年（平成20年） 山口工場新棟稼動

## 工場・支店
- 生産拠点
  - 本社工場（防府市）
  - 山口工場（山口市）
  - フレーク樹脂工場（防府市）
- 支店・営業所
  - 東京・大阪・岡山・中国・福岡

## グループ会社
- 靖江王子橡胶株式会社（中国）
- Kuriyama-Ohji (Tjailand) Ltd（タイ） - クリヤマとの合弁